# Te prometo anarquía
Te prometo anarquía és una pel·lícula de producció mèxicano-alemanya de 2015 dirigida per Julio Hernández Cordón que narra la relació entre dos joves pertanyents a la tribu urbana dels skaters de la Ciutat de Mèxic, explorant una profunda relació amistosa des de la infància, al mateix temps que entaulen negocis amb les màfies del mercat negre.
La pel·lícula es va estrenar el 9 d'agost de 2015 al 68è Festival Internacional de Cinema de Locarno, sent l'única pel·lícula llatina que competeix pel Lleopard d'Or i es va projectar a la Secció de Cinema del Món Contemporani del Festival Internacional de Cinema de Toronto de 2015.

## Sinopsi
Miguel (Diego Calva Hernández) i Johnny (Eduardo Eliseo Martínez) són amics i amants, ja que es coneixen des de la infantesa. Passen temps patinant junts amb amics als carrers de la Ciutat de Mèxic. Venen la seva sang al mercat negre i recluten altres donants. Una gran transacció acaba malament per tots els implicats. La mare de Miguel decideix fer-lo fora del país, lluny de Johnny.

## Repartiment
- Diego Calva Hernández com Miguel.
- Eduardo Eliseo Martínez com Johnny.
- Shvasti Calderón com Adri.
- Oscar Mario Botello com David.
- Gabriel Casanova com Gabriel.
- Sarah Minter com a mamà de Miguel.
- Martha Claudia Moreno com a mamà de Johnny.
- Diego Escamilla Corona com Techno.
- Milkman com David.
- Erwin Jonathan Mora Alvarado com a Príncep Asteca.

## Producció
Diana Sánchez, directora artística del Festival Internacional de Cinema de Panamà, va afirmar que la pel·lícula és "una encantadora i sincera exploració de l'amor i l'amistat. Bellament rodada, la pel·lícula demostra la versatilitat i la progressió d'Hernández com a cineasta. Les escenes dels monopatins a la ciutat de Mèxic, per exemple, són cinètques i se senten molt realistes ". Segons el director, va intentar barrejar documentals, ficció i cinema negre, amb la pel·lícula que mostrava" la innocència de la joventut i els moments en què intentes interpretar el dolent, el criminal, però realment no sou aquest tipus de personatge ". Te prometo anarquía va guanyar una part d'un premi dividit al Festival Internacional de Cinema de Panamà de 2015, on va rebre 20.000 dòlars EUA per pagar les taxes de postproducció; la resta del premi (5.000 dòlars EUA) es va atorgar a El sonido de las cosas de Costa Rica, dirigida per Ariel Escalante.

## Recepció
La pel·lícula fou considerada "La millor pel·lícula mexicana de 2015" per Fernanda Solórzano de Letras Libres.

## Premis i nominacions
| Premi                                                            | Categoria                   | Nominació               | Resultat  |
| ---------------------------------------------------------------- | --------------------------- | ----------------------- | --------- |
| Festival Internacional de Cinema de Panamà 2015                  | Primera Mirada              | Te Prometo Anarquía     | Guanyador |
| Festival Internacional de Cinema de Locarno 2015                 | Lleopard d’Or               | Te Prometo Anarquía     | Nominat   |
| Festival Internacional de Cinema de Sant Sebastià 2015           | Premio Horitzont            | Te Prometo Anarquía     | Nominat   |
| Festival Internacional de Cinema de Morelia 2015                 | Premi Guerrero de la Premsa | Te Prometo Anarquía     | Guanyador |
| Festival Internacional de Cinema de Morelia 2015                 | Menció especial             | Te Prometo Anarquía     | Guanyador |
| Festival do Rio 2015                                             | Premi de la Crítica         | Te Prometo Anarquía     | Guanyador |
| Festival Internacional del Nou Cinema Llatinoamericà de l'Havana | Millor actor principal      | Diego Calva Hernández   | Guanyador |
| Festival Internacional del Nou Cinema Llatinoamericà de l'Havana | Millor actor principal      | Eduardo Eliseo Martínez | Guanyador |
| Festival Internacional del Nou Cinema Llatinoamericà de l'Havana | Millor guió                 | Julio Hernández Cordón  | Guanyador |
| LVIII edició dels Premis Ariel                                   | Millor Director             | Julio Hernández Cordón  | Guanyador |
| LVIII edició dels Premis Ariel                                   | Millor fotografia           | María José Secco        | Nominat   |